# Vjushkovisaurus
Vjushkovisaurus — вимерлий рід архозавроподібних середнього тріасу. Відомий з анізійського Донгузького горизонту в Соль-Ілецку Оренбурзької області Росії. Рід був названий у 1982 році, типовим видом є V. berdjanensis. Матеріал було зібрано в місцезнаходження Бердянка II з угруповання викопних решток під назвою фауна Еріозух вздовж річки Бердянка, зокрема в піщано-карбонатних конкреціях у верхній частині головного русла річки. Vjushkovisaurus відомий лише з голотипу PIN 2865/62 (раніше SGU 104/3871), часткового посткраніального скелета, який складається з 12 пресакральних хребців, лівої плечової кістки, ребер, фрагмента коракоїда та фрагмента малогомілкової кістки.